# Luisa Schirmer
Luisa Schirmer (Pittsford, 26 agosto 1996) è un'ex pallavolista statunitense, nel ruolo di schiacciatrice.

## Carriera

### Club
La carriera di Luisa Schirmer inizia nei tornei scolastici dello stato di New York, giocando per la Pittsford Sutherland HS. Dopo il diploma entra a far parte della formazione universitaria della Ohio State, partecipando alla NCAA Division I dal 2014 al 2017.
Nel gennaio 2018 firma il suo primo contratto professionistico in Belgio, partecipando alla seconda parte della Liga A 2017-18 con l'Asterix Avo, conquistando lo scudetto e la Coppa del Belgio. Nella stagione 2018-19 viene ingaggiata dall'AEK Larnaca nella A' katīgoria cipriota, mentre nel campionato seguente emigra nella Lega Nazionale A svizzera, difendendo i colori dello Sm'Aesch Pfeffingen, che la conferma anche per il campionato 2020-21, dopo il quale chiude la propria carriera.

### Nazionale
Nel 2012 fa parte della nazionale statunitense under 18 che conquista la medaglia d'oro al campionato nordamericano.

## Palmarès

### Club
- Campionato belga: 1

2017-18
- Coppa del Belgio: 1

2017-18

### Nazionale (competizioni minori)
- Campionato nordamericano under 18 2012